# Radioåret 1973

## Händelser

### Oktober
- 8 oktober - LBC (senare London News 97.3 och News Direct 97.3FM, samt LBC 97.3), den första oberoende lokalradiostationen i Storbritannien, börjar sända i Londonområdet.[1]
- 16 oktober - Capital Radio (senare Capital FM, samt Capital 95.8) börjar sända i Londonområdet.[1]

### December
- 31 december - Radio Clyde (senare Clyde 1, och 102.5 Clyde 1), den första oberoende lokalradiostationen i Storbritannien utanför London, och den första i Skottland, börjar sända i Glasgowområdet.[1]

### Okänt datum
- Försök med lokalradiosändningar genomförs i Sverige [2].

## Radioprogram

### Sveriges Radio
- 1 december - Årets julkalender är Tjong i baljan!.[3]

## Födda
- 16 februari - Gry Forssell, svensk programledare i radio och TV.

## Avlidna
- 16 februari – Georg Eliasson, 67, svensk textförfattare, revyförfattare, radioman och förlagschef.

### Fotnoter
1. 1 2 3  Radiomusications: Radio Reference: Independent Local Radio Stations (TBS Editors); läst 28 april 2008
2. ↑  Radio- och ljudhistoria Sveriges Radio
3. ↑  ”1973, Tjong i baljan!”. Sveriges Radio. http://sverigesradio.se/barn/julkalendrar/1973.stm. Läst 31 augusti 2015.